# Dolichopus bakeri
Dolichopus bakeri är en tvåvingeart som beskrevs av Cole 1912. Dolichopus bakeri ingår i släktet Dolichopus och familjen styltflugor. Inga underarter finns listade i Catalogue of Life.